# サムスンSDI
サムスンSDI株式会社（朝: 삼성SDI、英: Samsung SDI）は、韓国の大手電機メーカーでサムスングループに属する。ディスプレイ、太陽電池、燃料電池、電気自動車等輸送用バッテリー、電力貯蔵用大容量ストレージなどを製造販売する。
1970年にサムスン電子工業と日本電気(NEC)の合弁企業「サムスン-NEC」として設立され、1974年に商号を「サムスン電管工業」に変更した。1999年に現在の社名となった。
2000年、リチウムイオン二次電池事業を始めた。
2008年8月、AM OLED事業とモバイルLCD事業を分離してサムスンモバイルディスプレイを設立。
2008年9月、ボッシュ社との合弁で「SBリモーティブ」設立、2012年9月に完全子会社化後、2013年1月に吸収合併。
2014年7月1日：第一毛織をそれぞれ1対0.4425の割合で吸収合併。
2016年2月1日：化学事業部を「SDIケミカル」に分離。
2008年の通期決算では、売上高が5兆3028億ウォン、営業利益は1330億ウォン、純利益は389億ウォンである。2009年現在、サムスンSDIは世界最大の有機EL製造企業である。2008年7月の発表によると5年後には売上高1兆円を目指すと発表した。

## 関連企業
- サムスン電子
- サムスンモバイルディスプレイ
- サムスン電機
- サムスンコーニング精密素材
- サムスンLED
- サムスン重工業
- ハンファテックウィン
- サムスン物産
- サムスンエンジニアリング